# Shenzhen Tenda Technology

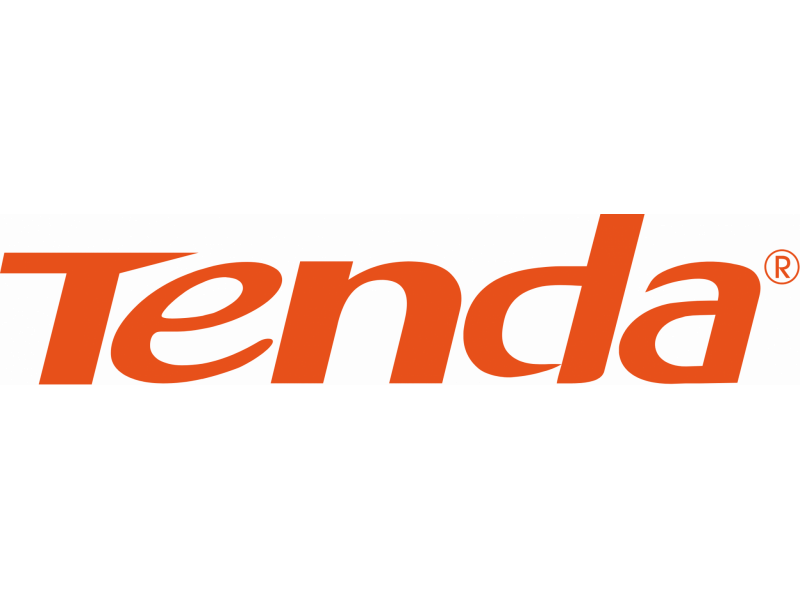
Tenda

Shenzhen Jixiang Tenda Technology Co., Ltd., abbreviata come Tenda o Shenzhen Tenda Technology, è un’azienda fondata nel 1999. È un’azienda di fama mondiale nel settore dei dispositivi e delle apparecchiature di rete della Repubblica Popolare Cinese, con sede nella regione di Shenzhen.
L’azienda Tenda si impegna a fornire soluzioni di rete convenienti e facili da installare, offrendo prodotti innovativi per semplificare uno stile di vita intelligente. Le partnership strategiche, come quella con Broadcom nel 2012, hanno rafforzato la posizione di Tenda come leader tecnologico, adottando chip ad alte prestazioni per garantire la qualità dei loro prodotti. L’impegno di Tenda per l’innovazione è testimoniato dai suoi 5 centri di ricerca e sviluppo e da una base produttiva di 120.000 m² con una capacità produttiva di 250.000 attrezzature, una delle più grandi al mondo, oltre ad altre strutture in costruzione. Il 1 marzo 1999, la società è stata fondata ed è tuttora gestita da Quán Dēngpíng. Rappresenta di fatto un’azienda familiare, privata al 100%, e non è posseduta da alcun ente governativo. Nel 2009, Quán Dēngpíng ha fondato un’altra società tecnologica, Shenzhen Heweishun Network Technology Co., Ltd., che è proprietaria del marchio di apparecchiature e servizi di rete IP-COM 

## Stabilimenti
Il centro produttivo di Tenda è situato nel Parco Industriale del Lago Songshan a Dongguan. È stato realizzato con un investimento considerevole di circa 84,24 milioni di euro e si estende su una superficie di 120.000 mq. Tenda dispone inoltre di 5 centri di sviluppo (R&S) a Changsha, Xi'an, Chengdu, Shenzhen e Hangzhou. Nel 2022 i centri di ricerca e sviluppo contavano complessivamente 600 dipendenti.
Alla fine del 2021, l’azienda Tenda contava 21 filiali nazionali, che diventeranno 26 entro il 2023, oltre a una rete di agenti di vendita in tutta la Cina. I prodotti e le soluzioni di Tenda vengono esportati in più di 120 paesi in tutto il mondo. Al di fuori della Cina, Tenda ha creato 9 centri logistici chiave in regioni come Medio Oriente e Africa (MEA), Europa orientale, Brasile, Polonia e altre. Queste filiali gestiscono le operazioni logistiche in diversi paesi importanti nelle regioni correlate. Inoltre, al 2023, Tenda aveva 35 rappresentanze internazionali ufficiali, vale a dire USA, Italia, Germania, Australia, Romania, Brasile, Polonia, Spagna, Filippine, Russia, Canada, India, Turchia, Colombia, Gran Bretagna, Messico, Sud Africa, Argentina, Indonesia, Vietnam, Pakistan, Arabia Saudita, Francia.

## Prodotti
- Router Wi-Fi o cablati
- Sistemi Wi-Fi mesh
- Range Extender
- Punti di accesso Wi-Fi
- Adattatori Wi-Fi
- Switch
- CPE e stazioni base
- Antenne
- Adattatori Powerline per l’espansione della rete
- Router Wi-Fi 5G/4G/3G
- Router MiFi portatili
- Apparecchiature PONT, ONT e OLT
- Convertitori di media cavo rame-fibra ottica
- Prese, prolunghe e interruttori intelligenti
- Telecamere IP
- NVR